# Поповка (Пронский район)
Поповка — деревня в Пронском районе Рязанской области. Входит в Тырновское сельское поселение

## География
Находится в юго-западной части Рязанской области на расстоянии приблизительно 13 км на север по прямой от районного центра города Пронск.

## История
Отмечалась еще на карте 1850 года как деревня с 6 дворами. В 1859 году здесь (тогда деревня Пронского уезда Рязанской губернии) было учтено 7 дворов, в 1897 - 15.

## Население
Численность населения: 95 человек (1859 год), 151 (1897), 7 (русские 100%) в 2002 году, 2 в 2010.